# Hannover 96 II
El Hannover 96 II es un equipo de fútbol de Alemania que juega en la Regionalliga Nord, la cuarta liga de fútbol más importante del país.

## Historia
Fue fundado en el año 1959 en la ciudad de Hannover con el nombre Hannover 96 Amateure y funciona como un equipo filial de Hannover 96, por lo que no puede jugar en la Bundesliga, aunque sí puede jugar la DFB-Pokal y ha ganado 8 títulos a nivel amateur.
Debutó en la primera división de Baja Sajonia, la Amateuroberliga Niedersachsen West, luego de lograr el ascenso en 1959. Luego de ser campeón fue promovido a la liga este, de la cual saldría campeón en la temporada de 1963–64. Después la Amateurliga Niedersachsen pasaría a ser una liga unificada en 1964 y el Hannover 96 II estuvo fuera de los torneos de 1964 a 1967.
El Hannover 96 II sería el primer equipo filial en alcanzar la final del campeonato alemán de fútbol de aficionados donde venció al BV Osterfeld por 3-0 en el replay de la temporada de 1959–60. Sería dos veces más campeón nacional a nivel aficionado en 1963–64 y 1964–65, en ambos casos venciendo al SV Wiesbaden en la final. Luego falló en las finales de las temporadas de 1965–66 y 1966–67 donde perdió ante el SV Werder Bremen Amateure y STV Horst Emscher respectivamente. En la final de 1966 final fue la única en la cual se enfrentaron equipos filiales y la de 1967 fue la última final que jugó el club.
Luego de la temporada de 1966–67 el club se cayó, manteniéndose en la Amateurliga pero sin títulos. al finalizar la temporada de 1973–74, el Hannover falló en clasificar para la Oberliga Nord luego de terminar en cuarto lugar ya que los clasificados a la liga eran los mejores tres equipos. En 1984–85 descendió a la Verbandsliga Niedersachsen, donde lograría el ascenso tras una temporada pero descendería en 1990. El Hannover regresaría a la Verbandsliga y en 1993–94 lograría el ascenso a la Oberliga Niedersachsen/Bremen luego de terminar en el lugar 14. Se mantuvo en la Oberliga tres temporadas hasta su descenso en 1997.
De vuelta a la liga oeste de la Verbandsliga, la cual se volvió a dividir, el Hannover terminaría en último lugar en 1998 y 1999 pero sería campeón en 1999–2000 y retornaría a la Oberliga. Otro descenso en 2001 le siguió un ascenso en 2003. El quinto lugar en 2003–04 lo clasificó a la reformada Oberliga Nord donde pasó las siguientes cuatro temporadas. La liga se reformaría en 2008 con la creación de la 3. Liga, lo que mandó al Hannover a la Regionalliga Nord.
El club terminó en la temporada 2023–24 como campeón de la liga y luego de vencer al Würzburger Kickers lograría el ascenso a la 3. Bundesliga por primera vez en su historia.

## Copa de Alemania
El Hannover 96 II también participó en la DFB-Pokal en cinco ocasiones, en 1966–67, 1976–77, 1981–82, 1982–83 y 2004–05. En todas sus apariciones fue eliminado en la primera ronda, por el Borussia Neunkirchen, FC Bayern Múnich, VfB Eppingen, Bayer 04 Leverkusen y Rot-Weiß Oberhausen respectivamente.

## Palmarés
- Regionalliga Nord: 1

2024
- Amateurliga Niedersachsen-West: 1

1960
- Amateurliga Niedersachsen-Ost: 1

1964
- Amateurliga Niedersachsen: 3

1965, 1966, 1967
- Campeonato alemán de fútbol aficionado: 3

1960, 1964, 1965

## Entrenadores
| - Hannes Kirk (1957-1961) - Hannes Kirk (1962-1966) - Frank Pagelsdorf (1991-1992) - Hannes Baldauf (1994-1995) - Jürgen Stoffregen (1995-1996) - Rolf Müller (2000-2001) - Jörg Goslar (2001-2005) - Carsten Beschorner (2005-2006) - Michael Schjønberg (2006-2007) - Jürgen Willmann (2007) | - Andreas Bergmann (2007-2009) - Jürgen Willmann (2009) - Lazar Djurdjevic (2009) - Thomas Flath (2009-2010) - Andreas Bergmann (2010-2011) - Jürgen Willmann (2011) - Valérien Ismaël (2011-2013) - Sören Osterland (2013) - Christian Dabrowski (2018-presente) |